# Castello di Marigny-le-Cahouët
Il castello di Marigny-le-Cahouët è situato a Marigny-le-Cahouët nel dipartimento della Côte-d'Or.

## Storia
Costruito nel XIII secolo, il castello venne completamente ristrutturato nel XVII secolo e restaurato nel XIX secolo.

## Signori e proprietari
| Anno | Proprietario                     |
| ---- | -------------------------------- |
| 1010 | Milo de Marrigne                 |
| 1186 | Ugo III di Borgogna              |
| 1231 | Eudes de Montaigu                |
| 1252 | Guillaume de Montaigu            |
| 1280 | Hugues de Marrigne le Cahoer     |
| 1361 | Eudes de Villars                 |
| 1444 | Pierre de la Beaume              |
| 1490 | Guy de la Beaume                 |
| 1545 | Jean d'Avancourt                 |
| 1591 | Claude d'Orgemont                |
| 1596 | François Juvenal des Ursins      |
| 1608 | Michel du Faur de Pibrac         |
| 1652 | Joseph du Faur de Pibrac         |
| 1720 | Philibert Lorenchet              |
| 1729 | Andre Baudry de Villaines        |
| 1743 | Jean Baudry de Villaines         |
| 1773 | Andre Jean-Baptiste de Villaines |
| 1790 | Madame de la Roche Aymon         |
| 1851 | Christoph Emiland Siraudin       |
| 1875 | Georges Siraudin                 |
| 1930 | Jean Siraudin                    |
| 1962 | Marcel Rougé                     |
| 1968 | Madame Veuve Marcel Rougé        |

## Filmografia
Nel castello furono girati anche alcuni film: La legge del più furbo (1958) e Angelica (1964).